# Contoterzista
Il contoterzista è, in agricoltura, un fornitore di servizi agromeccanici e tecnologici ad agricoltori terzi.
Il contoterzista svolge dunque conto terzi una serie di lavorazioni meccaniche, presso le aziende agricole di questi ultimi, con mezzi meccanici propri, sostituendosi di fatto all'imprenditore agricolo. Non affittano il terreno, né lo hanno in altra forma (mezzadria, colonia parziaria...), ma lo lavorano per conto del proprietario; e neppure sono meri braccianti agricoli, poiché non si limitano a fornire la manodopera e mezzi tecnici necessari alla lavorazione ma anche consigli necessari alla produzione.

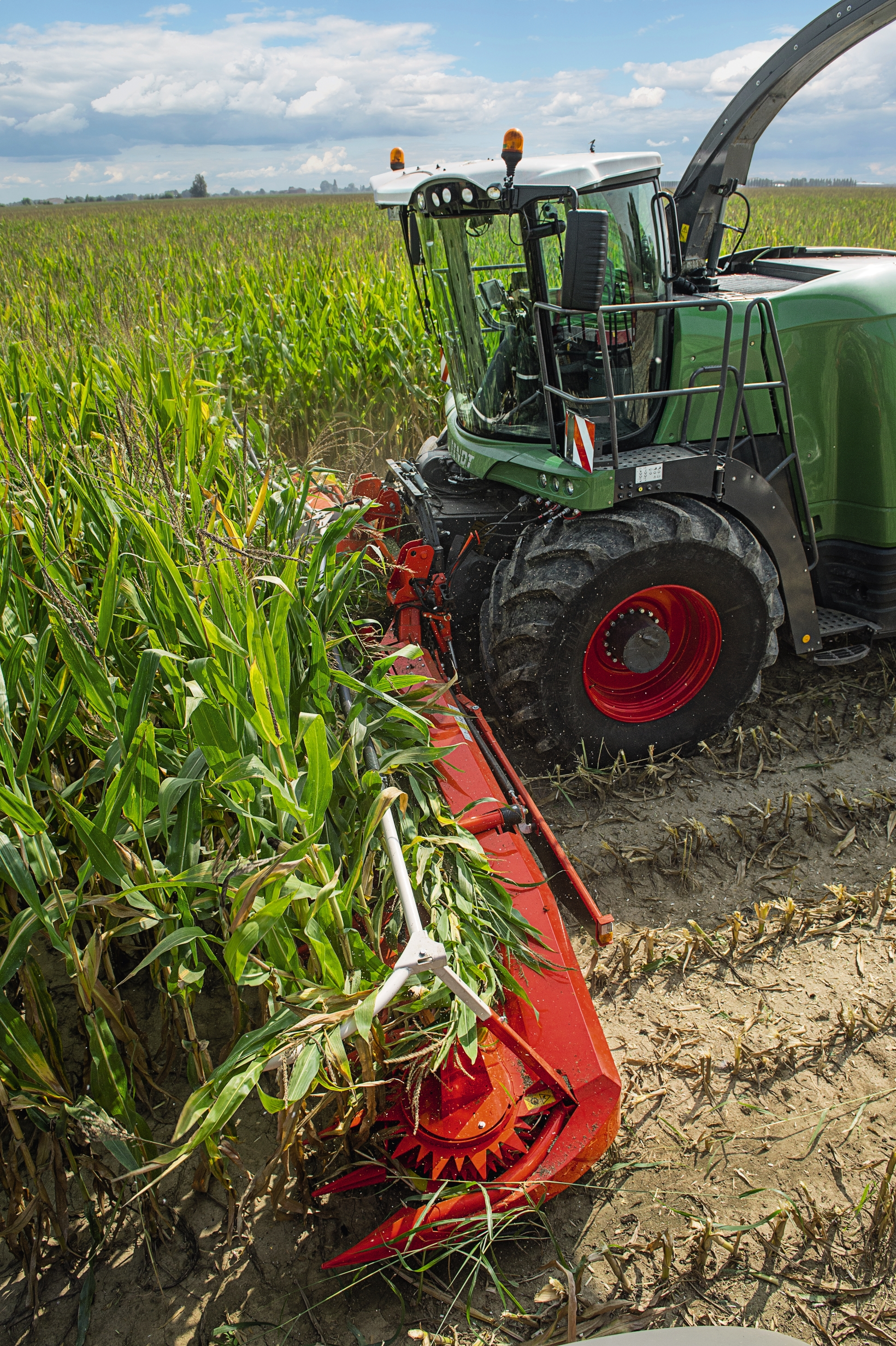
Falciatrinciacaricatrice semovente

## Esempio
Una falciatrinciacaricatrice semovente, la quale ha un costo molto elevato, non è posseduta dalla maggior parte degli agricoltori, così, all'epoca di trinciare, viene contattato il contoterzista, dato che quest'ultimo possiede anche i macchinari più costosi. Il contadino così dovrà pagare solo il lavoro del contoterzista senza sostenere gli elevati costi di acquisto di una nuova macchina. Il contoterzista consiglia inoltre all'agricoltore come aumentare le produzioni diminuendo i costi.
| Controllo di autorità | Thesaurus BNCF 15344 |